# Agalenocosa singularis
Agalenocosa singularis är en spindelart som beskrevs av Mello-Leitao 1944. Agalenocosa singularis ingår i släktet Agalenocosa och familjen vargspindlar. Inga underarter finns listade i Catalogue of Life.